# FC Nitra
FC Nitra je slovački nogometni klub iz grada Nitre. Trenutačno se natječe u slovačkoj 4. Ligi.

## Vanjske poveznice
- Službene stranice  Arhivirana inačica izvorne stranice od 29. srpnja 2017. (Wayback Machine)